# Francisco Canaro
Francisco Canaro (San José de Mayo, Uruguay, 26 de noviembre de 1888 - Buenos Aires, 14 de diciembre de 1964) fue un compositor de tangos, violinista y director de orquesta uruguayo.
Fue, además, pionero del jazz junto con René Cóspito y Eleuterio Yribarren a mediados de los años 1920. En Uruguay fue popularmente conocido como "Pirincho" y en Argentina como "Pancho", apodo común en gran parte de Hispanoamérica para quienes se llaman Francisco.
Canaro fue reconocido en los Premios Latin Grammy por Mejor Canción escrita para un medio audiovisual por el sencillo Se dice de mí en el 2001.

## Biografía
Hijo de los inmigrantes italianos Francesco Canaro y Raffaella Gatto, era apodado Pirincho porque al nacer, la partera exclamó, al ver la forma de su pelo: "¡Parece un pirincho!", aludiendo a un pájaro encrestado común del Río de la Plata.

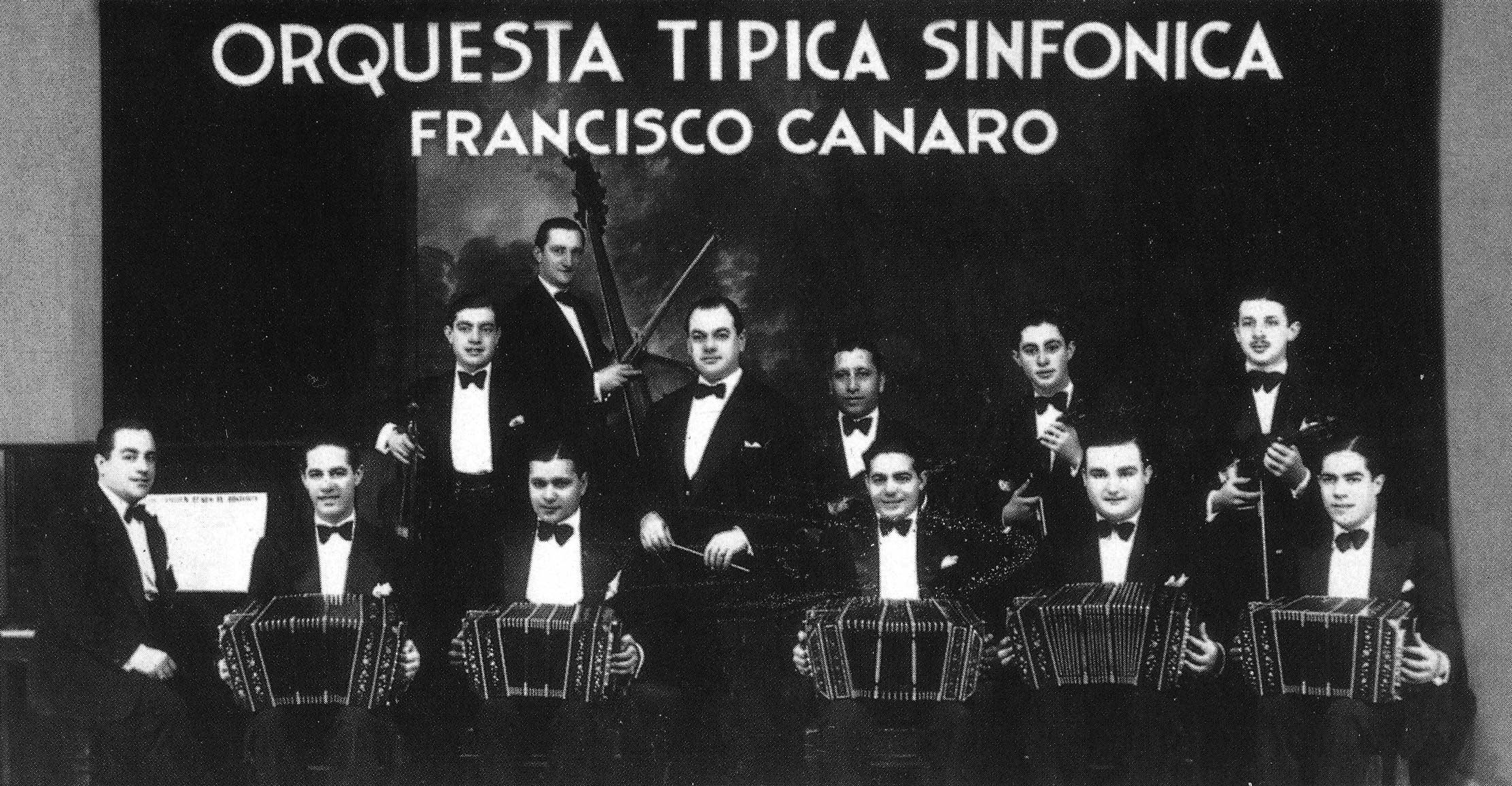
Francisco Canaro y su orquesta.

Desde muy temprana edad su familia se instaló en Buenos Aires, donde vivieron en casas de inquilinato (llamadas conventillos), en condiciones de extrema pobreza. Antes de cumplir los diez años trabajaba en las calles. Su hermano menor fue el también músico y director de orquesta Rafael Canaro. 
Se destaca el hecho que construyó su primer violín empleando envases de aceite de la fábrica donde trabajaba. Dicho violín de lata le serviría para iniciar su carrera y ganar dinero suficiente para comprar uno de madera. Su hazaña pudo haber inspirado al grupo musical argentino Les Luthiers, quienes emplean violines de lata con frecuencia.[cita requerida]

El primer tango que saqué de oído fue "El llorón", de autor anónimo –recordaría muchos años después–. El estuche me lo fabricó mi vieja (en realidad, una funda de género), y ya salí a ganar algo de plata en bailes de la vecindad.

Fue vecino del bandoneonista Vicente Greco. Canaro reconocería tiempo después lo que influyeron en él los conocimientos de Greco.
En 1908 empezó a actuar de forma continua en varios lugares de La Boca, y luego, conjuntamente con Greco en diversas giras.
En 1912 comenzó Canaro su trascendental labor de compositor con los tangos "Pinta brava" y "Matasanos". 
En 2001 la adaptación de su composición musical Se dice de mí para la telenovela Yo soy Betty, la fea estuvo nominada al Latin Grammy por Mejor Canción Escrita Para Un Medio Audiovisual interpretado por la colombiana Yolanda Rayo.

### La gira por Europa en 1925
Comenzaba 1925 cuando el director de una agencia de contratación de artistas Amadeo Garesio, que años después fue el titular del cabaré Chantecler, impulsó a Canaro a presentarse en París, ciudad donde el tango tenía amplia difusión y en la que actuaban con éxito la orquesta de Manuel Pizarro y el conjunto encabezado por Genaro Espósito y Eduardo Blanco. Canaro viajó con sus hermanos, el bandoneonista Juan y el contrabajista Rafael, el bandoneonista Carlos Marcucci, el pianista Fioraventi Di Cicco, el violinista Agesilao Ferrazzano y el baterista Romualdo Lo Moro. 
Canaro salió con su esposa el 10 de marzo de 1925 en el vapor Alsina en tanto los músicos viajaron después en el Lutetia. La orquesta debutó el 23 de abril de 1925 en el dancing Florida, que se encontraba en el vestíbulo del teatro Apollo, con sus integrantes con vestimenta gauchesca –blusa y chiripá floreados, pañolón, botas y hasta puñal en el cinto– porque la actuación de orquestas íntegramente formada por músicos extranjeros sólo estaba permitido si constituía un “número de atracción” justificando una característica especial; a mayor abundamiento Canaro había sumado en París a la cancionista Teresa Asprela, que se dedicaba al género de la música nativa y había viajado con uno de los músicos, e incorporó al espectáculo la percusión del serrucho a cargo de Rafael Canaro, los canturreos y silbos del conjunto y los recitados del Martín Fierro por el propio Canaro para beneficio de los inspectores que fueron a controlar el carácter de “número de atracción” del conjunto. El éxito fue total, las reservas de mesa debían hacerse con gran anticipación y fue invitada a tocar en calificadas reuniones. Las noticias del éxito fueron llegando a la Argentina principalmente por las crónicas del periodista Fernando Ortiz Echagüe, que era el representante del diario La Nación.
En 1918 luchó por los derechos autorales, no reconocidos en esos tiempos, hasta culminar en la creación de la actual SADAIC (Sociedad Argentina de Autores y Compositores de Música), fundada en 1935 y cuyo edificio fue construido sobre terrenos adquiridos por Canaro. 
En diciembre de 1932 graba el "Himno al Club Atlético River Plate", junto a su Orquesta Típica. El Himno, compuesto en 1918, lleva la melodía de It's a Long Way to Tipperary, mientras que la letra fue creada por Arturo Antelo.
Fue uno de los músicos que más contribuyó a la extensión y popularidad del tango en Europa.

## Vida privada
Tuvo un sonado romance con la actriz y vedette argentina Morenita Galé y otro con Ada Falcon. Esta lo deja cuando el decide no dejar a su esposa, y se hace monja. Cuando tenía 56 años conoce a una muchacha del coro llamada Irma Erna Gay, hermana de la cancionista Isabel de Grana, con quien tuvo a sus hijas Rafaela y Argentina Canaro.
En 1964, a la muerte de Canaro, Marta su legítima esposa, llegó a un acuerdo respecto a la sucesión con las hijas del compositor. Una de ellas, Argentina, murió trágicamente en 1998 en un accidente automovilístico.

## Fallecimiento
Francisco Canaro falleció el 14 de diciembre de 1964, a los 76 años de edad.

## Memoria
Una calle en Montevideo, al igual que una en San José de Mayo, su lugar de nacimiento, llevan su nombre. 
En Buenos Aires, Canaro vivió su adolescencia y juventud, junto a su familia, en el barrio de San Cristóbal, en el conventillo “Dos Mundos”, ubicado en la calle Sarandí 1358. Debido a ello, una plaza a la vuelta de ese domicilio (Cochabamba, entre Sarandí y Combate de los Pozos) lleva su nombre, a la vez que la Legislatura dispuso denominar “Esquina de Gardel, Canaro y Vicente Greco”, a la esquina formada por la Avenida San Juan y la calle Sarandí, debido a que en dicha esquina entre 1920 y 1948 funcionó la casa “C. Della Corte”, Carlos Gardel, Francisco Canaro y Vicente Greco donde compraban sus sombreros y frecuentaban un bar contiguo.

## Temas más conocidos
- Sentimiento gaucho (1924)
- Yo no sé que me han hecho tus ojos (1933)
- Madreselva (1931)
- Adiós Pampa mía (1945), coautor junto con Ivo Pelay y Mariano Mores (1945)
- Pinta brava (1912)
- Sufra (1921)
- La última copa (1926)
- Soñar y nada más"' (1943)
- Mano brava (1941)
- La brisa (1927) - con letra de Omar Odriozola se hizo famosa como "Uruguayos campeones"[7]
- El alacrán (1920)
- Dos corazones (1900)
- El internado (1915)
- Destellos (1942)
- Se dice de mí (1943)
- El Tigre Millán (1934)

## Discografía

### Francisco Canaro y su Orquesta Típica

#### 78 RPM
| - "El 11 (A divertirse)" / "Hopa, hopa" (1925) - "Chonguita" / "Petrushka" (1927) - "Caminito" / "La vuelta de Rocha" (1927) - "Ilusión marina" / "Quejas del alma" (1930) - "Como anillo al dedo" / "Abran cancha" (1931) - "La marcha nupcial" / "Hay que aguantar" (1931) - "Victoria" / "Mirasol" (1932) - "La cumparsita" / "Esta noche me emborracho" (1933) - "Las doce menos cinco" / "Canillita" (1933) - "Sinfonía de arrabal" / "A quién le puede importar" (1933) - "Taconeando" / "Yo no sé que han hecho tus ojos" (1933) - "Sangre azul" / "Marcelo" (1934) - "Canaro en París" / "Río de oro" (1934) - "Orquídeas a la luz de la luna" / "Negrita de mi alma" (1935) - "Horchatera valenciana" / "Negrito" (1935) - "La cachetada" / "Pa que bailen las viejas" (1937) - "Viejas alegrías" / "Allá en el rancho grande" (1937) - "Cómo te quiero" / "Envidia" (1938) - "Pampa" / "Indiferencia" (1938) - "Pura parada" / "Adiós muchachos" (1938) - "Milonga del corazón" / "Historia sentimental" (1938) - "El porteño" / "La polca del espiante" (1938) - "Caminito" / "La vuelta de Rocha" (1938) - "Alma del bandoneón" / "Re-fa-si" (1939) - "No salgas de tu barrio" / "Calle Corrientes" (1940) - "La carrera de sortija" / "Tres esperanzas" (1940) - "Cuentan las viejas" / "Jardín del amor" (1940) - "Hay que aguantar" / "Lamento campero" (1940) - "Ave sin rumbo" / "Viejo ciego" (1940) - "Penitencia" / "Plegaria" (1940) |  | - "Madreselva" / "Mentirosa" (1940) - "Confesión" / "Un jardín de ilusión" (1940) - "Quién más, quién menos" / "Sueño chino" (1940) - "Tus besos fueron míos" (1940) - "Adiós muchachos" (1941) - "Ya vendrán tiempos mejores" / "Fin de fiesta" (1941) - "Picardía" / "Nene" (1941) - "Mineral" / "Sin rumbo" (1941) - "La cumparsita" / "El entrerriano" (1941) - "Tormento" / "Lirio blanco" (1941) - "El clavel del aire" / "No es por hablar mal" (1942) - "Gricel" / "San Benito de Palermo" (1942) - "Que me quiten lo bailao" / "Claro de luna" (1942) - "Destellos" / "Tres palabras" (1942) - "Mira" / "La cieguita de Boedo" (1942) - "Tormenta" / "Mala suerte" (1942) - "Tangón" / "Copla porteña" (1942) - "Nube gris" / "Destino de trapo" (1945) - "Adiós, pampa mía" / "Canción desesperada" (1945) - "Sin palabras" / "Déjame... no quiero verte más" (1947) - "Los ojos más lindos" / "Corazón encadenado" (1950) - "Quebranto" / "Sangre de suburbio" (1951) - "Pregonera" / "Cotorrita de la suerte" (1951) - "Pequeña" / "El triunfo" (1951) - "Margo" / "Cuatro lágrimas" (1951) - "Don Juan" / "La morocha" (1951) - "Milonga sentimental" / "Con casa y sin mujer" (1951) - "¡Tú!... El cielo y tú!" / "Café de los Angelitos" (1951) - "En esta tarde gris" / "Mintieron tus labios" (1952) - "La cumparsita" / "El entrerriano" (1952) |  |

#### LP
- Para ti, madre (1962)
- Recordando los éxitos de Francisco Canaro (1964)
- Homenaje a Francisco Canaro - Vol. 1 (1966)
- Recordando a Canaro (1966)
- Francisco Canaro (1966)
- Canaro Década del '50 (1966)
- Los indispensables de Canaro (1966)
- Voz de tango (1967, con la cantante Tita Merello)
- Halcón negro (1968)
- En el viejo café (1971)
- La muchachada del centro (1971)
- Sentimiento gaucho (1972)
- Recordando éxitos (1974)
- Canaro Década del '30 (1980)
- Canaro Década del '40 (1980)
- El álbum de oro de Francisco Canaro (1982)
- Francisco Canaro y Argentino Ledesma (1982, con el cantor Argentino Ledesma)
- Francisco Canaro (1983)

#### CD
- La melodía de nuestro adiós (1932-1938) (1991)
- Grandes tangos (serie sinfónica) (1993)
- Tiempos viejos (1995)
- Nobleza de arrabal (con el Quinteto Pirincho) (1997)
- Instrumentales Para Bailar (1999)

### Quinteto Pirincho

#### LP
- Quinteto Pirincho - Vol. 9 (1963)
- Recordando el ayer - Vol. 8 (1966)
- El Quinteto Pirincho (1967)
- Rodríguez Peña (1967)
- Quinteto Pirincho (1968)
- Tangos, valses y milongas (1968)
- Canaro (1974)
- Pirincho (1975)

#### CD
- Quinteto Pirincho, dir. Francisco Canaro (1989)

## Filmografía
Compositor
- Arriba juventud (1971)
- Canción de arrabal o La cumparsita (1961)
- He nacido en Buenos Aires (1959)
- Con la música en el alma (1951)
- El diablo andaba en los choclos (1946)
- La próxima vez que vivamos (España) (1946)
- Peluquería de señoras (1941)
- La canción de los barrios (1941)
- Un hombre bueno (1941)
- Explosivo 008 (1940)
- Gente bien (1939)
- Turbión (1938)
- Dos amigos y un amor (1938)
- Ya tiene comisario el pueblo (1936)
- Por buen camino (1936)
- Puerto Nuevo (1936)
- Ídolos de Buenos Aires o Ídolos de la radio (1934)
- Nobleza gaucha (1915)

Productor
- La historia del tango (1951)
- Con la música en el alma (1951)
- El diablo andaba en los choclos (1946)
- 24 horas en libertad (1939)
- Turbión (1938)
- Dos amigos y un amor (1938)
- La muchacha del circo (1937)
- Ya tiene comisario el pueblo (1936)
- Ídolos de Buenos Aires o Ídolos de la radio (1934)

Actor
- Viejo smoking (1930)
- Dos amigos y un amor (1938)
- La tía de Carlos (1946)
- Con la música en el alma (1951)
- La historia del tango (1951) .... Él mismo
- La voz de mi ciudad (1953)
- Nubes de humo (1958)
- Canción de arrabal o La cumparsita (1961)